# Пэта, Томаш
То́маш Бе́рнард Пэ́та (пол. Tomasz Bernard Peta; род. 20 августа 1951, Иновроцлав, Быдгощское воеводство, ПНР) — католический архиепископ-митрополит Архиепархии Пресвятой Девы Марии в городе Астане, Председатель Конференции епископов Казахстана (2003—2015). Гражданин Республики Казахстан с 2003 года. Член Национального совета РК.

## Биография
Родился 20 августа 1951 года, в городе Иновроцлав (ПНР), где окончил Иновроцлавский общеобразовательный лицей № 1 им. Яна Каспровича, а затем Гнезненскую высшую духовную семинарию (1976) и Варшавскую духовную академию (1987). Отец — Эдмунд Пэта. Мать — Хелена Пэта.
Владеет польским, русским, английским и казахским языками.

## Духовное служение
- 5 июня 1976 года был рукоположён в священники[1].
- Епархиальный священник из епархии Гнезно (викарий в приходах гг. Витково, Иновроцлав, Стшельно и Быдгощ).
- Начал свою работу в Казахстане с 21 августа 1990 года в качестве настоятеля прихода «Марии — Царицы Мира» в селе Озёрное Тайыншинский район Северо-Казахстанской области.
- 7 июля[2] 1999 года решением папы римского Иоанна Павла II был назначен Апостольским администратором в Астану.
- 19 марта 2001 года был рукоположён в сан епископа.
- 17 мая 2003 года Папа Римский возвысил Апостольскую администратуру в Астане до уровня архиепархии с названием «Архиепархия Святой Марии в Астане». Тогда же Томаш Пета был назначен архиепископом, митрополитом архиепархии Святой Марии в Астане. 19 мая 2003 года был избран Председателем Конференции Епископов Казахстана.
- 6 мая 2008 года папа Бенедикт XVI ввёл митрополита Томаша Пэту в состав Конгрегации по делам духовенства, занимающейся вопросами жизни и работы священников.

## Награды
- Офицер ордена Заслуг перед Республикой Польша (2016)
- Медаль «20 лет независимости Республики Казахстан»
- Медаль «20 лет Астане» (2018)[3]
- Статуэтка «Ku chwale» (К славе или Ad gloriam) Иновроцлавского института им. Примаса Ю. Глемпа (23.01.2014)
- Почётная грамота РК (2003)
- Орден «Бейбітшілік пен Келісім» — «Мир и Согласие» (2024, Православная Церковь Казахстана)[4]